# Sociedad de Conciertos de Madrid
La Sociedad de Conciertos de Madrid (1866-1903) fue una asociación musical española fundada por Francisco Asenjo Barbieri, Federico Chueca y Joaquín Gaztambide en 1866, quienes se hacen cargo de su organización y dirección artística. Derivada de la orquesta formada por la Sociedad Artístico Musical de Socorros Mutuos, que tenía su sede en el Teatro Real de Madrid, sociedad fundada en 1860 que formó una orquesta que se hizo cargo del recientemente inaugurado Teatro Real y se disolvió en 1866 para formar la Sociedad de Conciertos de Madrid. Fue la primera orquesta sinfónica estable en España, organizada en régimen cooperativo, que se dedicaba a la música sinfónica, aglutinando cerca de cien socios y que, sin estar relacionada con un teatro de ópera (había orquestas, como la Orquesta Sinfónica del Gran Teatro del Liceo de Barcelona, que funcionaba desde 1847), era de titularidad privada. Su propósito era interpretar conciertos de música "clásica y moderna".
Fueron habituales las giras e conciertos a otras ciudades, entre las que destacan los conciertos organizados en Granada, que tenían lugar en el Palacio de Carlos V, desde 1887, gracias a la intervención del Conde de Morphy y Tomás Bretón. La Sociedad de Conciertos supuso "un revulsivo para la creación de música sinfónica española, permitiendo la constitución de un corpus orquestal de nueva creación, dedicándose en ocasiones conciertos monográficos al repertorio español, y llegando en 1899 a convocar un concurso para premiar obras orquestales de autores nacionales". Permaneció activa hasta 1903, año en que tras el desastre económico, que sufre la entidad, "la mayoría de sus miembros se dan de baja para fundar la Orquesta Sinfónica de Madrid".

## Historia
La Sociedad de Conciertos de Madrid inicia su actividad en 1866, aunque no se constituye legalmente hasta mayo de 1867, en que es aprobado su primer Reglamento. Tras Barbieri en la primera temporada, le sucede Gaztambide en la segunda y, en 1869, Jesús de Monasterio es nombrado director musical. En este puesto se sucederían grandes nombres de la música española. Su dedicación se compartió entre los estrenos escénicos y la música sinfónica, aunque en este último ámbito es en el que desarrollaría su más importante actividad, contribuyendo a la difusión del wagnerianismo y de la música sinfónica europea, y a la promoción de los talentos emergentes nacionales, como Tomás Bretón, Felipe Espino, Emilio Serrano, Joaquín Turina, Ruperto Chapí o Isaac Albéniz.
En 1876 la dirección pasó a Mariano Vázquez Gómez, con quien fue la primera orquesta que ofrece en España una serie de conciertos con la integral de las Sinfonías de Beethoven. Durante esta etapa su presidente fue Gonzalo de Saavedra y Cueto, marqués de Bogaraya, que ocuparía el cargo en 1879.
A partir de 1885 se nombra a Tomás Bretón como director y a Guillermo Morphy, el Conde de Morphy, como presidente de la misma. Ambos se mantendrán en estos cargos hasta 1890.
Ocasionalmente fueron invitados directores de renombre internacional, como el caso de Camille Saint-Saëns en 1897 y de Richard Strauss, quien da a conocer sus propias obras. El 27 de febrero de 1898, presentó el poema sinfónico Don Quijote, en el Teatro Príncipe Alfonso del Paseo de Recoletos de Madrid. Muchos fueron los directores invitados que estuvieron al frente de la agrupación, como, por ejemplo, el italiano Luigi Mancinelli en 1887, o Jerónimo Giménez nombrado segundo director en 1893.
La Sociedad dio a conocer obras de autores españoles, junto al repertorio clásico-romántico europeo. En el Archivo de la Sociedad de Conciertos de Madrid se encuentran 1200 obras de las que 159 son de autores nacionales.
Tras una crisis económica importante e irreconciliables desavenencias entre los maestros, quedó disuelta en 1903. La mayoría de sus componentes se mantendrían unidos y fundarían la Orquesta Sinfónica de Madrid, que sigue funcionando en nuestros días.
En 1996 se reanuda la actividad bajo la batuta del maestro madrileño Eduardo Córcoles Gómez.[cita requerida]
Existe en la Biblioteca IX Marqués de la Encomienda de Almendralejo (Badajoz) un Repertorio de las obras ejecutadas por la misma arregladas para piano publicada en Madrid: Antonio Romero Editor y sin fecha de impresión pero, sin duda, impreso en el XIX.

## Directores artísticos
- 1866-1868 - Francisco Asenjo Barbieri
- 1868-1869 - Joaquín Gaztambide
- 1869-1876 - Jesús de Monasterio
- 1876-1884 - Mariano Vázquez Gómez y el marqués de Bogaraya (presidente desde 1879)
- 1885-1891 - Tomás Bretón y el Conde de Morphy (presidente)
- 1891-1893- Luigi Mancinelli
- 1893-1903- Varios directores invitados y Gerónimo Giménez como segundo director